# David McKee
David McKee (anglès: David John McKee)  (Tavistock i Plympton, 2 de gener de 1935 - Niça, 6 d'abril de 2022) va ser un escriptor i un il·lustrador britànic, conegut especialment per ser el creador de la sèrie d'Elmer, l'elefant de colors, inspirat en l'obra de Paul Klee. També va treballar com a animador en la companyia King Rollo Films, de vegades amb personatges de la seva creació.

## Alguns llibres
- Dos monstres
- Elmer (i tota la col·lecció)
- Ara no, Bernat
- Negres i blancs
- La trista història de la Verònica